# Roman Candle
Roman Candle fra 1994 er det første soloalbum af den amerikanske sangskriver Elliott Smith og er, med undtagelse af det sidste nummer, kun indspillet af Smith på en båndoptager med en akustisk guitar. Pladen bærer derfor tydelig referencer til Nick Drake, selv om pladen blev indspillet mens Smith stadig var med i bandet Heatmiser. Sangen Roman Candle blev brugt i Gus Van Sants film Good Will Hunting.

## Nummerliste
1. Roman Candle
2. Condor Ave
3. No Name #1
4. No Name #2
5. No Name #3
6. Drive All Over Town
7. No Name #4
8. Last Call
9. Kiwi Maddog 20/20